# ZWO (empresa)
Suzhou ZWO Co., Ltd. (antes ZW Optical Company) conocido simplmente como ZWO, es una empresa con sede en China fabricante de cámaras astronómicas y planetarias, telescopios y otros accesorios para astrofotografía. Para hoy se ha convertido en una de las marcas líderes a nivel mundial de la astronomía aficionada.

## Historia
Fue fundada en septiembre de 2011 en la ciudad china de Suzhou por el astrónomo aficionado e ingeniero computacional Sam Wen quien es su director ejecutivo hasta la actualidad. Especializada en el desarrollo de cámaras astronómicas, fue la primera en lanzar al mercado una cámara planetaria basada en la tecnología CMOS, siendo su primer producto con el nombre ASI130MM. («ASI» es el acrónimo del inglés Astronomy Imaging —literalmente «imágenes astronómicas»—, esto es, astrofotografía.)
En abril de 2018, lanzaron su primer unidad de control integrada bajo el nombre de producto ASIAIR. En junio de este mismo año, se inició su proyecto con el fin de desarrollar un telescopio inteligente compacto que incluiría todas las funciones necesarias y que sería controlado por dispositivos móviles. En octubre de 2022, tras cinco años de desarrollo y pruebas, el prototipo estaba listo para tomar su primera imagen, entrando en la fase de optimización.
El 13 de abril de 2023, crearon la submarca Seestar que representa la tecnología astronómica inteligente y con la cual lanzaron al mercado el Seestar S50, su primer «telescopio astronómico inteligente "todo en uno"». Este fue seguido por un «hermano menor», el S30, lanzado en noviembre de 2024.

## Productos principales

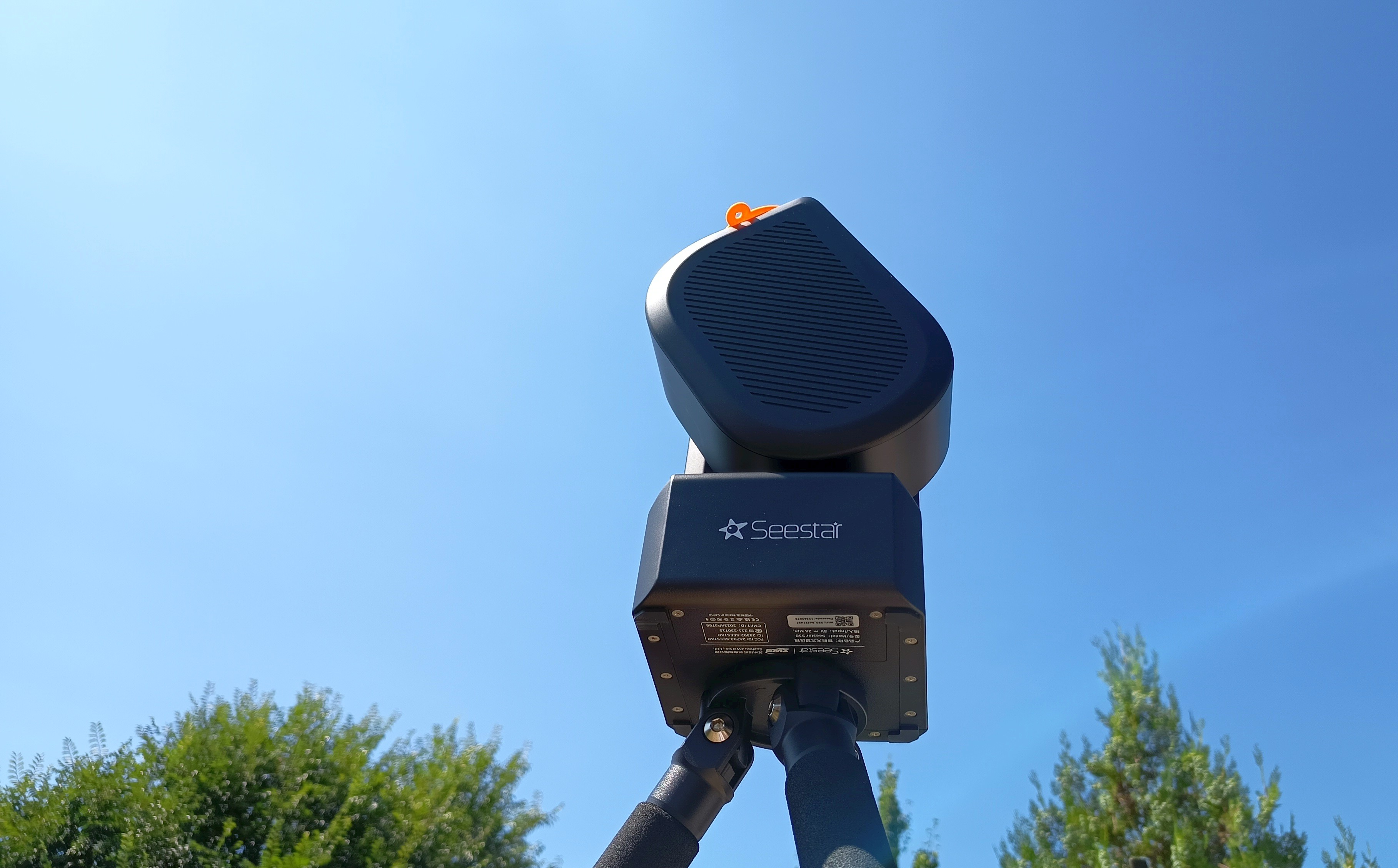
Telescopio inteligente Seestar S50 observando el Sol

Entre sus productos se encuentran, entre otros, los siguientes:
- ASI: cámaras astronómicas y planetarias
- ASIair: minicomputadoras con unidad Wi-Fi para el control de las cámaras, monturas y accesorios electrónicos
- Seestar: telescopios inteligentes de diseño compacto
- FF APO: serie de telescopios apocromáticos astrofotográficos profesionales
- EAF (Electronic Automatic Focuser): focalizadoras automáticas electrónicas
- ASI Mount (AM3, AM5 etc.): monturas
- CAA (Camera Angle Adjuster): ajustador electrónico del ángulo de la cámara
- EFW (Electronic Filter Wheel): cambiador de filtros electrónico